# KCV
KCV (англ. Key Checksum Value) — контрольная сумма значения криптографического ключа, используемая для сравнения ключей без знания их фактических значений. Вычисляется путем шифрования блока, который состоит из нулей или единиц, и извлечения первых 6 шестнадцатеричных цифр результата. Применяется при управлении ключами в различных шифровальных устройствах, таких как SIM-карты и аппаратные HSM (англ. hardware security module).
Для ряда стандартов шифрования определены правила вычисления контрольных сумм ключей, например, в технических спецификациях GlobalPlatform и GSMA для DES и 3DES используется блок из 8 байт, каждый со значением «00», а для AES — блок из 16 байт, каждый со значением «01».